# Pfarrgasse 1 (Bad Camberg)

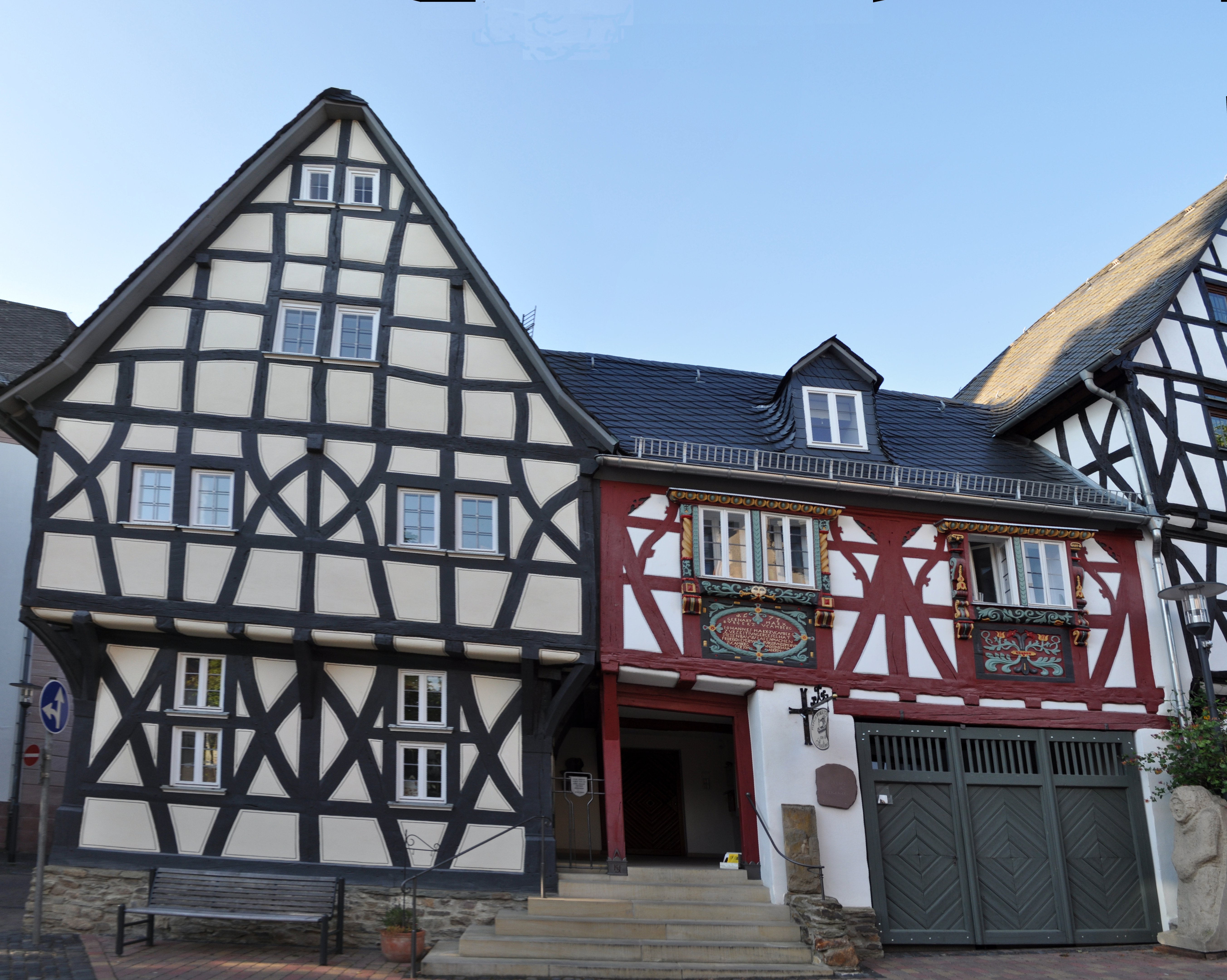
Gebäude Pfarrgasse 1 in Bad Camberg

Das Gebäude Pfarrgasse 1 in Bad Camberg, einer Stadt im Süden des mittelhessischen Landkreises Limburg-Weilburg, wurde 1670 errichtet. Das Wohnhaus an der Ecke zur Kirchgasse ist ein geschütztes Kulturdenkmal.
Das zweigeschossige Fachwerkhaus ist früh erweitert worden und hat an der Seite zur Kirchgasse ein überkragendes Obergeschoss auf mehreren Bögen. Das giebelseitige Erdgeschoss in der Pfarrgasse wurde im 19. Jahrhundert rundbogig erneuert.
Der anschließende Toreinfahrttrakt hat ein geschlossenes Fachwerkobergeschoss mit zwei Erkern von außergewöhnlicher Qualität. Ihre Stürze haben antikisierende Eierstäbe und die Brüstungen Ranken- und Maskenschmuck. Am linken Fenster sind gedrehte Säulen, am rechten Baluster mit Quastschnüren. 
Die Inschrift der linken Brüstungsplatte nennt das Baujahr 1673, den Bauherren Gerhart Marx und den Camberger Zimmermann. Die rechte Platte trägt einen im Rankenwerk aufgelösten Fabel-Vogel.